# Coelidia fuscata
Coelidia fuscata är en insektsart som beskrevs av Gmelin 1789. Coelidia fuscata ingår i släktet Coelidia och familjen dvärgstritar. Inga underarter finns listade i Catalogue of Life.